# Anton Hiller
Anton Hiller (* 7. Januar 1893 in München; † 20. April 1985 ebenda) war ein bayerischer Bildhauer und Maler.

## Leben
Anton Hiller wurde 1893 in München geboren und wuchs in einer katholischen Landwirt-Familie im hohenzollerischen Sigmaringendorf auf. Von 1911 bis 1913 besuchte er nach einer Holzbildhauerlehre die Städtische Bildhauerschule in München. 1913 nahm er sein Studium an der Akademie der Bildenden Künste München auf und belegte das Fach Bildhauerei als Schüler von Hermann Hahn (1868–1945). Sein Studium schloss er, unterbrochen durch Kriegsdienst (1915 bis 1917), 1923 ab.
Ab 1923 war er als freischaffender Bildhauer in München tätig. Dabei führte er Aufträge der Bayerischen Staatsgalerie und der Städtischen Galerie aus. 1926 führte ihn ein Studienaufenthalt nach Paris. In der Zeit des Nationalsozialismus war Hiller Mitglied der Reichskammer der bildenden Künste und u. a. 1938, 1940 und 1941 mit insgesamt fünf Arbeiten auf der Großen Deutschen Kunstausstellung in München vertreten.
Von 1946 bis 1961 war er Professor für Bildhauerei an der Akademie für Bildende Künste München und dort neben Toni Stadler und Heinrich Kirchner der wichtigste Vertreter der Münchner Bildhauerschule im dritten Viertel des 20. Jahrhunderts. Von 1952 bis 1960 war Hiller Vorstandsmitglied im Deutschen Künstlerbund.

## Auszeichnungen
- 1954 erhielt er den Förderpreis für Bildende Kunst der Landeshauptstadt München.
- 1961 nach seiner Emeritierung wurde er zum Ehrenmitglied der Akademie der Bildenden Künste München ernannt.
- 1962 war er Ehrengast der Deutschen Akademie Villa Massimo in Rom.
- 1965 erhielt er den Bayerischen Verdienstorden.
- 2019 beschloss der Gemeinderat von Sigmaringendorf die Benennung einer Straße nach Anton Hiller.[2]

## Werke

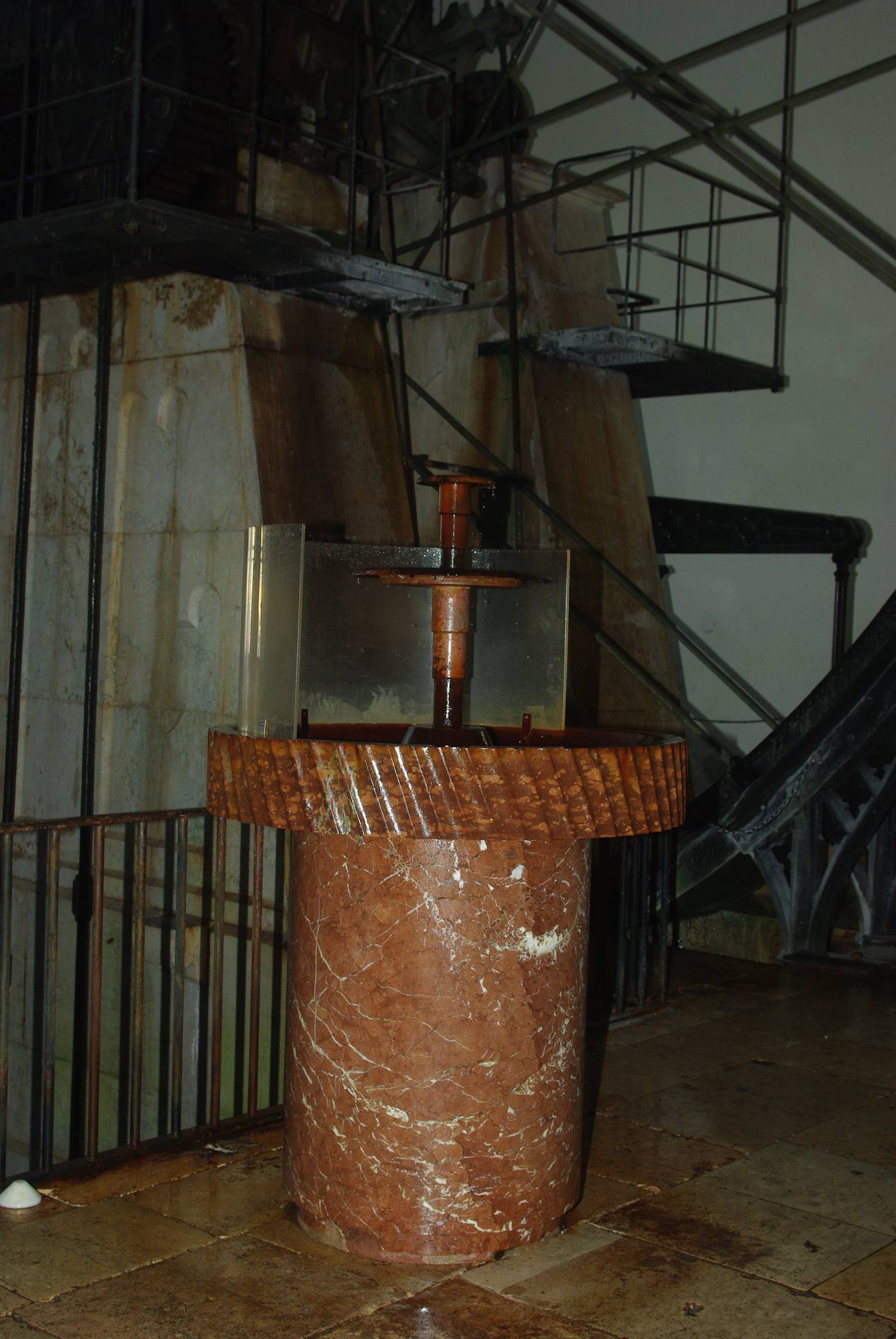
Marmorbrunnen im Hauptbrunnhaus der Alten Saline in Bad Reichenhall von 1931

Hiller schuf vor allem weibliche Akte (wie z. B. „Gehende“ 1943/44, Lenbachhaus, München) und Tiere sowie den Brunnen „Kindlbrunnen mit Hund“ am Habsburgerplatz in München (1929 errichtet).